# Élections législatives de 1951 en Guinée
Les élections législatives françaises de 1951 se tiennent le 17 juin. Ce sont les deuxièmes élections législatives de la Quatrième République.

## Mode de scrutin
Représentation proportionnelle plurinominale suivant la méthode du plus fort reste.
Dans le territoire de la Guinée, trois députés sont à élire.

## Élus
| Député sortant | Parti | Parti   | Député élu ou réélu          | Parti | Parti   |
| -------------- | ----- | ------- | ---------------------------- | ----- | ------- |
| Yacine Diallo  |       | UG-SFIO | Yacine Diallo Décédé en 1954 |       | UG-SFIO |
| Mamba Sano     |       | IOM     | Mamba Sano                   |       | IOM     |
| Siège créé     |       |         | Albert Liurette              |       | UG-SFIO |

## Résultats

### Résultats à l'échelle du département
| Parti    | Parti           | Candidat          | Résultats | Résultats | Sièges | Sièges |
| Parti    | Parti           | Candidat          | Voix      | %         |        |        |
| -------- | --------------- | ----------------- | --------- | --------- | ------ | ------ |
|          | UG-SFIO         | Yacine Diallo     | 67 480    | 30,50     | 2      |        |
|          | IOM             | Mamba Sano        | 47 352    | 21,40     | 1      |        |
|          | PDG-RDA-UDSR    | Ahmed Sékou Touré | 32 071    | 14,50     | 0      |        |
|          | Union guinéenne | Fodé Touré        | 29 149    | 13,17     | 0      |        |
|          | Union française | Barry Diawadou    | 20 423    | 9,23      | 0      |        |
|          | RPF             | Caba Diafode      | 18 169    | 8,21      | 0      |        |
|          | AES             | Karim Bangoura    | 4 488     | 2,03      | 0      |        |
|          | IOM             | Momo Touré        | 2 124     | 0,96      | 0      |        |
|          |                 |                   |           |           |        |        |
| Inscrits | Inscrits        | Inscrits          | 393 628   | 100,00    | 3      |        |
| Votants  | Votants         | Votants           | 224 182   | 56,95     |        |        |
| Exprimés | Exprimés        | Exprimés          | 221 256   | 98,70     |        |        |